# Eduard Schmidt
Eduard Schmidt, född 1806 i Berlin, död 1862 i Berlin, var en tysk målare.
Schmidt studerade målning för Karl Blechen i Berlin och var efter studierna verksam som marin- och landskapsmålare. Han företog ett flertal resor till Helgoland, England och Sverige där han målade olika kustmotiv och hamnmiljöer. Schmidt är representerad vid Schwerin museum och Trieste museum med oljemålningar.